# Scheffau (Marktschellenberg)
Scheffau ist ein Gemeindeteil der Gemeinde Marktschellenberg im oberbayerischen Landkreis Berchtesgadener Land und war bis 1969 Hauptort einer gleichnamigen Gemeinde.

## Lage und Gliederung
Die bis 1969 eigenständige Gemeinde Scheffau ist heute eine gleichnamige Gemarkung in Marktschellenberg und gliederte sich in den Hauptort Scheffau sowie die Gnotschaften bzw. Ortsteile Oberstein, Mehlweg und Neusieden.

## Geschichte

### Gnotschaft Scheffau
Im Zuge des 1377 ausgestellten Landbriefs von Propst Ulrich Wulp wurde Scheffau mit dem gleichnamigen Hauptort und den zwei Gnotschaftsbezirken Oberstein und Neusieden vermutlich schon ab Ende des 14. Jahrhunderts zu einer der acht „Urgnotschaften“ des Berchtesgadener Landes. Die Gebietsfläche des Berchtesgadener Landes entsprach ab 1155 dem Kernland des Klosterstifts Berchtesgaden, das 1380 zur Reichsprälatur Berchtesgaden und 1559 zur reichsunmittelbaren Fürstpropstei Berchtesgaden erhoben worden war. Erste schriftliche Erwähnung als Gnotschaft findet Scheffau im ersten Steuerbuch des Berchtesgadener Landes von 1456.

→ Siehe zu diesem Absatz auch den Abschnitt: Geschichte in Fürstpropstei Berchtesgaden
Im 16. Jahrhundert haben Einheimische Salz- und Holzhändler reformatorische Gedanken und Schriften verbreitet, die sie auf ihren Reisen in die protestantischen Städte Augsburg, Nürnberg und Regensburg erlangten. Eine bedeutende Keimzelle des Protestantismus bildete aber vor allem das im Salzburgischen benachbarte Dürrnberg. Hier trafen Bergleute des Berchtesgadener Landes aus den Gnotschaften Au und Scheffau auf eingewanderte Bergknappen aus dem lutherischen Sachsen und waren sehr offen für deren religiöse Unterweisung und Angebote zur Erbauung. Während im Bistum Salzburg bereits zu Beginn der Reformationszeit unter dem Erzbischof Matthäus Lang (1468–1540) die Verfolgungen eingesetzt hatten, waren der Fürstpropstei diese Entwicklungen auf ihrem Herrschaftsgebiet offenbar längere Zeit entgangen. Aber auch die 1572 durch Propst Jakob Pütrich veranlasste erste Vertreibung von Protestanten am Dürrnberg wie auch die „Visitationen“, denen des Öfteren Geldstrafen auf den Besitz lutherischer Schriften folgten, vermochte die Ausbreitung der neuen Lehre nicht mehr aufzuhalten. Scheffau zählte neben  Au, Schellenberg und Gern zu den ersten Gnotschaften des Berchtesgadener Landes, in der sie ihre Anhänger fand. Doch am 22. April 1733 kam es in der Fürstpropstei Berchtesgaden zur Vertreibung der Protestanten. Es hatten sich gleich 800 Auer, Scheffauer und „Gerer“ über Hallein per Schiff nach Regensburg aufzumachen und von dort zu Fuß in die Städte und Gemeinden Kurhannovers zu gehen.

→ Siehe zu diesem Absatz auch Abschnitte: Reformation und Gegenreformation, Vertreibungen und Emigration in Fürstpropstei Berchtesgaden
Nach der Säkularisation von 1803 verlor das Berchtesgadener Land seine politische Eigenständigkeit als Fürstpropstei, darauf folgten kurz hintereinander drei Herrschaftswechsel. 1810 wurde das Berchtesgadener Land schließlich dem Königreich Bayern angegliedert, und u. a. aus dessen nach Berchtesgaden vormals zweiten Hauptort Schellenberg sowie den Gnotschaften Ettenberg und Scheffau gingen die Gemeinden Schellenberg Markt, Ettenberg und Scheffau hervor, deren bisherigen Gnotschaftsbezirke seither als „Gnotschaften“ bezeichnet werden. 1817 kamen zu Scheffau zwei Gnotschaften von Schellenberg Markt hinzu, nämlich Götschen und Unterstein, die jedoch ab 1818 der neu gebildeten Gemeinde Schellenberg Land angegliedert wurden.

→ Siehe zu diesem Absatz auch den Abschnitt: Nach der Säkularisation in Fürstpropstei Berchtesgaden

### Gemeinde Scheffau

#### Wappen
| | Blasonierung: „In Blau über drei nebeneinander liegenden silbernen Kugeln ein silbernes Wasserrad (Kugelmühlrad).“ |
| Wappenbegründung: Die Figuren des 1964 verliehenen Wappens beziehen sich auf die im Scheffauer Gemeindebereich einst häufigen Kugelmühlen und ihre frühere wirtschaftliche Bedeutung; bei Scheffau befindet sich heute eine der letzten funktionstüchtigen Kugelmühlen (→ siehe: Untersberger Marmorkugelmühlen). Die Tinkturen verweisen auf den Übergang des bis ins 19. Jahrhundert hinein reichsunmittelbaren Berchtesgadener Ländchens an Bayern. | |

#### Bürgermeister
Bis zur Bildung der Gemeinde Scheffau wählten die Gnotschaften aus ihren Reihen jährlich jeweils einen „Gnotschafter“. Dieser hatte vielfältige Aufgaben. So gehörten z. B. die Einhebung der Steuern und die Weiterleitung regierungsamtlicher Anordnungen dazu. Auch bei der Besprechung von Wege- und Brückenbaumaßnahmen, Bachregulierungen u. ä. war er dabei. Als Armenpfleger war er zuständig für die Auswahl und auch Unterstützung der bedürftigen Personen.
Mit der Bildung der Gemeinden nach dem Zweiten Gemeindeedikt in Bayern von 1818 ging die Verwaltung der Gemeinde an den Gemeindeausschuss mit dem Gemeindevorsteher an der Spitze. Bürgermeister der Gemeinde Scheffau nach dem Zweiten Weltkrieg waren:
- 1945–1952 Johann Huber (Zillwirt)
- 1952–1966 Michael Springl (Leitenlehen)
- 1966–1969 Anton Sunkler (Neuhäusl)

#### Einrichtungen
- 1953 wurde in der Nähe des Cafés „Oberstein“ ein Feuerwehrhaus eingerichtet und 1966 wurde ein Schulhauserweiterungsbau durch den Schulverband vollendet.[11]

### Seit der Eingemeindung nach Marktschellenberg
Noch vor der allgemeinen Gebietsreform in Bayern (1971–1980) wurde die Gemeinde Scheffau zusammen mit Marktschellenberg und Landschellenberg am 1. Oktober 1969 zur neu gebildeten Gemeinde Marktschellenberg zusammengeschlossen. Seither ist Scheffau eine Gemarkung bzw. der gleichnamige Hauptort der vormaligen Gemeinde ein Gemeindeteil von Marktschellenberg.